# Stenopogon figueroae
Stenopogon figueroae là một loài ruồi trong họ Asilidae. Stenopogon figueroae được Wilcox miêu tả năm 1971. Loài này phân bố ở vùng Tân Bắc giới.